# 헨리 모건
헨리 모건(Henry Morgan, 1635년 ~ 1688년 8월 25일)은 17세기 후반에 카리브해에서 활약한 영국 출신의 해적(Corasir)이다. 해적으로서 전성기 시절 자메이카를 거점으로 활동하였으며 은퇴후 자메이카 부총독이 되었다. 또한 해적질을 통해 번 돈으로 땅을 구입하여 자메이카의 대농장주로 여유로운 말년을 보냈다. 비록 10년간 활동했음에도 17세기말에 가장 성공한 해적(Buccaneer)이라는 평가를 받고 있다. 1684년에 프랑스 작가 알렉상드르 엑스케멜린(Alexandre exquemelin)이 쓴 《아메리카의 해적들》이 해적 소설로는 최초의 히트작이 되면서 유명세를 얻었다. 또한 모건은 세계적으로 크게 흥행한 영화 〈캐리비안의 해적〉과 여러 해적 소설들의 모티브가 되고 있다.
대지주의 아들이라는 설과 바베이도스에서 계약 노동자로 생활했다는 설이 있다. 서인도 제도의 바베이도스는 1627년 부터 영국이 식민지배를 하던 섬이었다. 1655년에 영국의 올리버 크롬웰이 보낸 해군 제독 윌리엄 펜(William Penn)이 자메이카를 점령한 후인 1658년에 모건이 자메이카로 이주한 것으로 알려져 있다. 처음에는 크리스토퍼 밍스(Christopher Myngs)가 이끄는 해적선단의 선장이 되어 해적활동을 시작한 것으로 추정된다.
당시 영국 총독 모디포트가 섬의 방어와 발전을 위해 독자적으로 스페인에 대한 사략 허가장을 발행하여 해적들을 지원하자 자메이카의 항구 도시 포트로열(Port Royal)은 카리브해에서 활동하는 해적들의 거점이 되었다. 1662년 시민군의 장교로 임명된 모건은 사략 권한을 얻은 후 스페인 선박보다는 주로 도시를 약탈했다. 해상 약탈의 수익 중 절반을 영국 국왕에 바쳐야 하는 규정이 육상의 도시 약탈에는 적용되지 않았기 때문이다.
모건은 해적함대를 이끌고 파나마의 포르토벨로나 베네수엘라의 도시 등 많은 스페인령 식민지들을 약탈했다. 그중에 1671년 초에 감행한 파나마 약탈을 통해 해적으로서 이름을 크게 알리게 되었다. 당시 파나마는 페루에서 거두어들인 귀금속과 보석류를 대서양 연안으로 운반하는 중계지로서 번창한 도시였다. 모건은 프랜시스 드레이크가 1596년에 실패한 파나마 정복을 성공시켰다. 모건이 이끈 해적들이 파나마를 공격하자 패배한 스페인군은 도시를 불태우고 밀림으로 도망쳤다. 화재로 항구도시였던 파나마는 완전히 초토화되고 말았다. 현재의 파나마 시티는 1673년에  원래 도시의 남서쪽으로 약 8km 떨어진 지점에 복구된 것이고 그 당시 페허가 된 도심의 일부는 유적으로 남아있다.  
아무튼, 이 일로 1672년 4월에 체포되어 영국으로 송환되었는데, 1670년에 영국과 스페인 간에 체결된 마드리드 조약 때문이었다. 스페인이 영국의 자메이카 영유권을 인정하는 대신에 해적질을 금한다는 조항이 있었던 것이다. 그러나 처벌은 받지 않았고 기사 작위를 받은 후 1675년에 자메이카의 부총독이 되어 부임하였고 총독대리 자격으로 자메이카를 통치하였다.  그는 영국 본토의 정책에 따라 포트 로열(Port royal)에서 행해지던 해적질을 근절시켰다.
은퇴후 1688년 8월 25일 53세로 사망할 때까지 대부호로 풍족한 삶을 살았는데, 해적질로 거둔 수익을 토지 구입에 사용하여 재산을 불려두었던 덕분이었다. 그가 사망했을때 포트 로열(Port royal) 항구에 있던 배들은 번갈아 가며 스물두 발의 예포를 발사했다고 한다.

## 같이 보기
- 해적
- 버커니어